# Плонский, Александр Филиппович
Александр Филиппович Плонский (10 мая 1926 года, Симферополь — 6 августа 2017 года, г. Новороссийск) — русский прозаик и учёный. Доктор технических наук, профессор, автор около 40 научных монографий, нескольких десятков изобретений и более 200 статей по вопросам науки и высшей школы. «Заслуженный деятель науки и техники РСФСР». Широкому читателю известен как популяризатор науки и автор ряда научно-фантастических произведений. Скончался после бандитского нападения.

## Биография
Родился в Симферополе в семье врачей. Через несколько дней после начала ВОВ обратился в военкомат. С учётом 15-летнего возраста юношу взяли вольнонаёмным санитаром в военный госпиталь, находившийся в с. Валуйки на Украине. Осенью, при приближении фашистов, госпиталь погрузили в эшелон и в течение нескольких месяцев он ехал в Москву, пропуская более срочные воинские эшелоны, пока не прибыл туда только летом 1942 г. За посильный вклад в оборону страны был награждён медалью «За победу над Германией».
Решил продолжить учёбу и поступать в МАИ (на службу в госпиталь захватил с собой учебники и по мере возможности занимался по ним). Подготовившись за полтора месяца и сдав экстерном за два оставшиеся класса средней школы, в том же году поступил на радиотехнический факультет МАИ. В годы учёбы участвовал в работе действовавшего в институте с 1944 по 1948 г. студенческого Совета Стратосферной секции и секции подготовки технического осуществления космических полётов Авиационного научно-технического общества студентов (АНТОС) МАИ в качестве зам. председателя Совета (основателем и руководителем Совета был студент Я. И. Колтунов [1927-2016], по выпуску из МАИ приглашённый в группу М. К. Тихонравова, позже — орденоносец, засл. изобретатель РСФСР).
По окончании института (1948) с квалификацией инженера-механика по радиолокации трудился в промышленности в различных п/я в должностях от младшего научного сотрудника (1947) до начальника лаборатории (1953—1957 гг.). В 1957—1959 годах заведовал кафедрой радиопередающих устройств Новосибирского института связи.
В 1958 году в МЭИ защищает диссертацию на соискание учёной степени к.т. н. по теме «Управление частотой пьезоэлектрических колебательных систем». В 1959—1961 гг. заведующий кафедрой КПРА (конструирования и производства радиоаппаратуры) в ЧПИ; в 1961 основал и до 1969 г. заведовал кафедрой радиотехнических устройств (РТУ) Одесского политехнического института.
В 1964 году защищает диссертацию во Львове на соискание степени доктора технических наук по теме: «Исследования прецизионных автоколебательных систем с пьезоэлектрической стабилизацией», спустя три года ему присвоили звание профессора. В 1969—1970 годах — заведующий кафедрой Рязанского радиотехнического института.
С 1970 по 1982 год Александр Филиппович работает в ОмПИ заведующим кафедрой КПРА (1970—1975) и затем РТУ (1975—1982). За эти годы под его руководством было защищено 18 кандидатских диссертаций. Среди его учеников этого периода можно назвать Подопригора М. М., Полторак Г. Я., Иванченко Ю. С., Одинец А. И., Самойленко В. Ф., Теаро В. И., Долганев Ю. Г., Косых А. В., Кабаков М. Ф., Никонов И. В., Ярошевский М. Б., Токарев В. В., Тетерин А. Б., Зубарев А. А. и др.
С 1982 г. проживал в Новороссийске, преподавал на кафедре «Радиоэлектроника» Государственного морского университета им. адмирала Ушакова. Позже — заведующий кафедрой радионавигационных приборов и систем Новороссийского высшего инженерного морского училища.
Научную и преподавательскую деятельность в вузах успешно совмещал с писательской первоначально в научно-популярной области(автор ряда брошюр по радиотехнике, выпускаемых обществом «Знание», член данного общества), а позже — и в научной фантастике, в значительной степени тяготея к авиации и космонавтике. Александр Плонский — автор 79-и научно-фантастических рассказов и двух сборников — «Плюс-минус бесконечность» (1986) и «Будни и мечты профессора Плотникова» (1988), романов «По ту сторону Вселенной» и «Алгоритм невозможного», публицистических книг «Прощание с веком», «Осколок Фаэтона» и «Мемуары старого профессора».
Фантастические рассказы А. Плонского печатались в журналах «Вокруг света», «Студенческий меридиан», ежегодных сборниках «Фантастика», «Искатель», газете «Вольная Кубань» и других изданиях.
В одной из своих книг Александр Филиппович себя кратко представил так:

От автора: 15 лет — фронт. 16 лет — с восьмилетним образованием сдал экстерном за 10 классов и стал студентом МАИ. 18 лет — штатный начальник лётно-парашютной школы МАИ. Сумасшедшие прыжки со 100, с 90 метров, неполное раскрытие парашюта, плоский штопор, чуть не закончившийся потерей сознания и гибелью. В 1946 Сталин потребовал, чтобы все авиационные рекорды принадлежали нашей стране. При подготовке к рекордному прыжку из стратосферы разгерметизировалась на семи километрах барокамера. С авиацией пришлось распрощаться.
Второе увлечение, переросшее в специальность — радиолюбительство. В 1948 г. — председатель московской областной секции коротковолновиков, победитель и призёр ряда соревнований. В 25 лет выходит первая, большая и самая удачная монография. С 1950 г. — начальник лаборатории Московского радиотехнического НИИ и… на полную ставку старший редактор научно-популярной библиотеки Гостехиздата. В это же время несколько лет вёл регулярные передачи по Центральному радио о новинках науки. В 1956 г. покинул Москву и уехал в Новосибирск заведовать кафедрой и параллельно лабораторией в НИИ. Затем Челябинск, признаки лучевой болезни из-за хлопка ядерных отходов, бегство в Одессу, опять же на заведование кафедрой и т. д.
В 1964 г. защитил докторскую диссертацию во Львове. С 1953 г. — увлечение автомобилем. В 1977 г. — мастер спорта по автотуризму (3 года летал в Ош и водил бензовоз ЗИЛ 130 по Памирскому тракту, там видел НЛО, позже на основе теоремы Котельникова предложил «неопровержимую» гипотезу о «параллельных мирах», выступал с ней в Лондоне на БиБиСи)… В этом же году стал лауреатом первой премии журнала «За рулём» как победитель Всесоюзных соревнований автотуристов (Нагорный Карабах, Тянь-Шань, Памир).
Писателем-фантастом стал случайно. В одной из своих научно-художественных книг решил предпослать каждой главе «фантастический» этюд. Редактор запротестовал. Тогда, чтобы не пропадать этим новелкам, послал их в «Вокруг света», где их начали печатать одну за другой.

## Из библиографии
научные труды и учеб. пос.
- Плонский А. Ф. Пьезокварц в технике связи. — Москва; Ленинград : Госэнергоиздат, 1951. — 223 с. : ил.; 23 см. (была переведена на ряд иностранных языков).
- Плонский А. Ф. Системы радиоуправления : учеб. пособие. — Омск : ОмПИ, 1980. — 80 с. : ил.; 20 см.
- Основы радиоэлектроники и радиотехнические устройства : [Учеб. пос. для студ. спец. 0705 «Конструирование и производство радиоаппаратуры»] / А. Ф. Плонский, д-р техн. наук, проф. — Омск : [б. и.], 1973. — 19 см. Ч. 1: Основы радиоэлектроники. — 1973. — 104 с. : черт.

науч.-популярные брошюры
- Плонский А. Ф. Любительская радиосвязь на метровых волнах. — Москва ; Ленинград : Госэнергоиздат, 1953. — 88 с. : черт.; 20 см. — (Массовая радиоб-ка/ Под общ. ред. акад. А. И. Берга; Вып. 174).
- Плонский А. Ф. Радио. — 2-е изд. — Москва : Гостехиздат, 1955. — 48 с. : ил.; 20 см. — (Научно-популярная б-ка; Вып. 73).
- Плонский А. Ф. Пьезоэлектричество. — 2-е изд. — Москва : Гостехиздат, 1956. — 56 с. : ил.; 20 см. — (Научно-популярная б-ка; Вып. 60).
- Плонский А. Ф. Измерения и меры. — Москва : Гостехиздат, 1956. — 64 с. : ил.; 20 см. — (Научно-популярная б-ка; Вып. 87).
- Плонский А. Ф. Радиоэлектроника или Рассказ об удивительных открытиях: о том, как человек приручил волну, о новом Алладине и его лампе, о том как подслушали разговор звёзд, о ста профессиях «мыслящей» машины и о многом другом. — Москва : Сов. Россия, 1958. — 224 с., 8 л. ил. : ил.; 23 см.

книги и сборники науч. фантастики
- Плонский А. Человек-машина. — Новосибирск : Зап.-Сиб. кн. изд-во, 1977. — 183 с. : ил.; 20 см.
- Плонский А. Ф. Прикосновение к вечности. — Омск : Кн. изд-во, 1985. — 120 с. : ил.; 20 см.
- Плонский А. Ф. Плюс-минус бесконечность : рассказы, фантастика, повести. — Краснодар : Книжное издательство, 1986. — 332 с.: ил.
- Плонский А. Ф. Будни и мечты профессора Плотникова : научно-фантастические повести и рассказы. — М.: Молодая гвардия, 1988. — 288 с.
- Плонский А. Ф. По ту сторону Вселенной: роман. — Краснодар: Книжное издательство, 1991. — 272 с.
- Плонский А. Ф. В эпицентре фантастики: в 2 т. : том 1 : рассказы. — Новороссийск: Одиссей, 2012. — 288 с.
- Плонский А. Ф. В эпицентре фантастики: в 2 т. : том 2 : По ту сторону Вселенной : научно-фантастический роман. — Новороссийск: Одиссей, 2012. — 420 с.

мемуары
- Плонский А. Ф. Мемуары старого профессора. — Новороссийск : Одиссей, 2011. — 256 с.
- Плонский А. Ф. Осколок Фаэтона: публицистика. — Новороссийск: МГА им. адм. Ф. Ф. Ушакова, 2006. — 152 с.
- Плонский А. Ф. Прощание с веком.

в периодике
- Плонский А. Возвращение : фантастический рассказ. // Вольная Кубань. — 1992. — 9 июня.
- Плонский А. Экспедиция к Демиургу : фантастический рассказ. // Вольная Кубань. — 1991. — 6 нояб.

## Награды и признание
Александру Филипповичу присвоены почётные звания
- «Заслуженный деятель науки и техники РСФСР».
- Почётный профессор Омского государственного технического университета.
- Ветеран Великой Отечественной войны.
- Почётный работник морского флота России.
- Почётный член краснодарской краевой организации Союза российских литераторов.

Он награждён медалями:
- «За победу над Германией в Великой Отечественной войне 1941—1945 гг.»,
- «За доблестный труд в Великой Отечественной войне 1941-1945 гг.»
- юбилейными медалями[2].

Литературные премии:
- Лауреат 1-й и 2-й премий Всесоюзного конкурса на лучшее произведение научно-популярной литературы,
- лауреат премии журнала «Вокруг света» за фантастический рассказ «Экипаж».
- Лауреат премии «Серебряный фрегат» краснодарского краевого отделения Союза российских литераторов за автобиографическую повесть «Мемуары старого профессора».